# 小林惺
小林 惺（こばやし さとし、1932年 - 2008年3月）は、日本のイタリア語学者・イタリア文学研究者。
専攻はイタリア語・比較文化。1960年東京外国語大学イタリア語学科卒業。1962年東京大学大学院人文科学研究科比較文学比較文化専攻入学、1970年同博士課程単位取得退学。武蔵野音楽大学教授を務め、定年後名誉教授。
パーキンソン病に苦しみながら、ジュゼッペ・トマージ・ディ・ランペドゥーサ『山猫』のイタリア語原典から訳書を刊行し、その直後に没した。

## 編著書
- 『イタリア語小文法』（白水社） 1975
- 『エクスプレスイタリア語』（白水社） 1986
- 『イタリア文解読法』（大学書林） 2001
- 『イタリア語文法ハンドブック』（白水社） 2006

## 翻訳
- 『山猫』（Il Gattopardo、ジュゼッペ・トマージ・ディ・ランペドゥーサ、岩波文庫） 2008